# Société botanique du Brésil
La Société botanique du Brésil (Sociedade Botânica do Brasil, SBB) est une société savante, formée au Brésil comme association culturelle, scientifique et pédagogique à but non lucratif, le 9 janvier 1950. Son président depuis 2010 est M. le professeur Carlos Wallace do Nascimento Moura. Son directoire se réunit à l'université d'État de Feira de Santana. 
Elle est surtout consacrée à l'étude de la botanique et des sciences qui lui sont liées, et en particulier à l'étude de la flore brésilienne et à la formation des ressources humaines en botanique, notamment sur la façon d'obtenir des subsides et subventions. Elle publie des données et paramètres permettant aux autorités politiques et aux spécialistes de l'environnement de prendre les bonnes décisions concernant la couverture végétale et les écosystèmes du Brésil.
La Société botanique du Brésil organise régulièrement des symposiums, des colloques, des séminaires et des rencontres, ainsi qu'un congrès annuel. Elle édite la revue scientifique Acta Botanica Brasilica.